# Corythalia iridescens
Corythalia iridescens là một loài nhện trong họ Salticidae.
Loài này thuộc chi Corythalia. Corythalia iridescens được Alexander Petrunkevitch miêu tả năm 1926.